# Tardos
Tardos là một thị trấn thuộc hạt Komárom-Esztergom, Hungary. Thị trấn này có diện tích 23,32 km², dân số năm 2010 là 1591 người, mật độ 68 người/km².